# Brice Marden
Pour les articles homonymes, voir Marden.
Brice Marden, né le 15 octobre 1938 à Bronxville dans la banlieue de New York et mort le 9 août 2023, est un artiste peintre et graveur américain.

## Biographie
(août 2023).
Si vous disposez d'ouvrages ou d'articles de référence ou si vous connaissez des sites web de qualité traitant du thème abordé ici, merci de compléter l'article en donnant les références utiles à sa vérifiabilité et en les liant à la section « Notes et références ».
Nicholas Brice Marden passe son enfance à Briarcliff Manor dans le comté de Westchester. Alors que ses parents le destinent à l'hôtellerie, il s'inscrit à la Boston University Scool of Fine and Applied Arts, en 1957 puis, en 1961, il entre à l'université Yale où il suit les cours de Josef Albers. Il y rencontre Richard Serra et Robert Mangold.

Sa première exposition a lieu en 1963 : 

« Les tableaux sont réalisés dans un état hautement subjectif confiné à un cadre spartiate. À l'intérieur de ces limites strictes, limites où m'a conduit ma peinture, j'essaie de donner au spectateur quelque chose auquel il va réagir subjectivement. Je crois que ce sont des tableaux très émotionnels que l'on ne doit pas admirer pour des raisons d'ordre technique ou intellectuel mais que l'on doit éprouver. »

— Brice Marden
En 1964, Brice Marden commence à moduler des variations de gris dans une série de tableaux monochromes. Avec ses couleurs « atmosphériques », sa conception de l'abstraction se rapproche de Mark Rothko plus que Robert Ryman ou Robert Mangold. Marden et Rothko déclinent leurs œuvres par l'utilisation austère d'un même dispositif formel : tableau horizontal avec aplats verticaux pour le premier, vertical avec aplats horizontaux pour le second. Il est considéré comme un peintre minimaliste.
À partir de 1966, il compose ses tableaux en plaçant côte à côte des panneaux unicolores. Il en juxtapose 18 pour Thira (1979).
Son admiration pour les peintres Francisco de Zurbarán et Édouard Manet, notamment les aplats noirs des pantalons de l'escouade dans L'Exécution de l'empereur Maximilien, l'amène à réaliser des tableaux proches du monochrome pour lesquels il n'emploie qu'un minimum de couleurs neutres, grises et noires ou tirant sur l'ocre, mates de préférence.
Pour sa série Grove group (1979-80) inspirée de la mer, du ciel et de la terre de la Grèce, il compose lui-même des couleurs (pigment à l'huile, cire et térébenthine) qui réfléchissent très peu de lumière.
Par la suite, il intègre la ligne, inspiré par la calligraphie chinoise qu'il a étudiée de manière intensive.
Il meurt le 9 août 2023,.

## Œuvres
- Shunt, 1972, huile et cire sur toile, 152 × 183 cm, Mary Boone Gallery, New York[6]
- Sea painting I, 1973, huile et cire sur toile[7]
- Join, 1973-75, huile sur toile, 183 x 305 cm, musée de Grenoble, Grenoble
- Sea painting, 1974
- Annunciation Series, 1977
- Hydra group VI, 1979, huile sur papier, 52 × 49,3 cm[8]
- Titles, 1979, gravure à l'eau-forte et aquatinte[9]
- Grove group III, 1980, huile et cire sur toile, 183 × 274 cm, Mary Boone Gallery, New York[6]
- Thira, 1980, huile et cire sur toile, 18 panneaux, 244 × 457 cm, MoMA, New York[10]
- Blue horizontal, 1987, huile sur lin, 212 × 304 cm, Mary Boone Gallery, New York[11]
- Tu Fu, 1987, gravure à l'eau-forte et aquatinte, 30,5 × 25,5 cm
- Cold Mountain Series, Zen Study 1, 1991, gravure à l'eau-forte et aquatinte[12]
- The Muses drawing, 1991-93, encre de Chine et gouache sur papier, 37,7 × 74,2 cm, Musée national d'art moderne, Paris[13]
- Extremes, 2005, deux panneaux, huile sur toile, 183 × 244 cm, Musée d'art moderne Centre Georges Pompidou, Paris[14]

## Principales expositions
- 1975 : Musée Solomon R. Guggenheim
- 1979 : Musée national d'art moderne (MNAM), Paris
- 1981 : Stedelijk Museum Amsterdam & Whitechapel Londres
- 1984 : Tate Gallery, Londres
- 1992 : Musée national d'art moderne, Paris, 6 juillet-4 octobre
- 2006 : Museum of Modern Art (MoMA), New York, rétrospective